# Такома
Такома (енгл. Tacoma) град и лука је у савезној држави Вашингтон, САД. Такома је седиште округа Пирс. Налази се на око 51 km југозападно од Сијетла и на око 50 km североисточно од главног града савезне државе Вашингтон, Олимпије.
По попису становништва из 2010. у њему је живело 198.397 становника, што га чини трећим највећим градом у Вашингтону (иза Сијетла и Спокена). Округ Пирс, према попису из 2010, има 795.225 становника.

## Географија
Такома се налази на надморској висини од 74 m.

## Демографија
Према попису становништва из 2010. у граду је живело 198.397 становника, што је 4.841 (2,5%) становника више него 2000. године.
|                   | 2010.            | 2000.            |
| Укупно            | 198 397 (100,0%) | 193 556 (100,0%) |
| Белци             | 119 981 (60,48%) | 128 696 (66,49%) |
| Хиспаноамериканци | 22 390 (11,29%)  | 13 262 (6,852%)  |
| Афроамериканци    | 22 210 (11,19%)  | 21 757 (11,24%)  |
| Остали            | 17 542 (8,842%)  | 15 185 (7,845%)  |
| Азијати           | 16 274 (8,203%)  | 14 656 (7,572%)  |

## Партнерски градови
- Владивосток
- Мазаган
- Валдивија
- Кирјат Моцкин
- Сјенфуегос